# Tammy Danagogo
Tamunobaabo Wenike Danagogo plus couramment appelé Tammy Danagogo est un homme politique nigérian, avocat et actuel secrétaire du gouvernement de l'État de Rivers depuis le 29 mai 2019 Avant cela, il était ministre des Sports de la République fédérale du Nigeria  Il est diplômé de la Rivers State University of Science and Technology et de l’ Université du Nigéria à Nsukka.

## Éducation
Danagogo a fait ses études primaires en 1981 à l'école publique St. Joseph d'Abonnema, dans l'État de Rivers. Il a poursuivi ses études secondaires en 1986 au lycée Nyemoni, à Abonnema. En 1990, Danagogo a obtenu un diplôme en droit de la Rivers State University of Science and Technology. Il a ensuite fréquenté la faculté de droit nigériane en 1991, puis a obtenu son diplôme en droit de la même faculté de droit nigériane en 1997. En 2005, Danagogo a poursuivi ses études en obtenant son doctorat en philosophie et son doctorat en droit privé et public avec spécialisation en droits de l'homme et règlement des différends de l'Université du Nigéria, Nsukka.

## Carrière

### Droit
Après avoir obtenu son diplôme de la faculté de droit nigériane, Danagogo a été avocat à Austin Mamedu Co. entre 1991 et 1992 pour son programme National Youth Service Corps. Danagogo a ensuite été avocat en contentieux chez CV George Will & Co. de 1992 à 1995. Il a ensuite été associé principal chez Alaba Chambers entre 1995 et 2004.

### Politique
Danagogo commence sa carrière politique en 2004 lorsqu'il a est élu président exécutif de la zone de gouvernement local d'Akuku Toru, dans l'État de Rivers, au Nigeria. En novembre 2008, il occupe le poste de commissaire à la chefferie et aux affaires communautaires sous l'ancien gouverneur Rotimi Amaechi. Il a également été commissaire au développement urbain dans l'État de Rivers, mais a ensuite démissionné en décembre 2013 . Danagogo a été ministre des Sports de la République fédérale du Nigeria et président de la Commission nationale des sports en 2014 sous l'administration de Goodluck Jonathan. Son leadership a contribué à une forte croissance dans l'industrie du sport au Nigeria. Tammy Danagogo est l'actuel secrétaire du gouvernement de l'État de Rivers depuis qu'il a été nommé par le gouverneur Nyesom Wike en mai 2019.